# Luciobarbus graecus
Luciobarbus graecus es una especie de peces dulceacuícolas de la familia Cyprinidae, orden Cypriniformes que habitan en Albania y Grecia.